# Philippi, West Virginia
Philippi är administrativ huvudort i Barbour County i West Virginia i USA. Orten har fått sitt namn efter den antika staden Filippi. År 1861 utkämpades i trakten slaget vid Philippi. Enligt 2010 års folkräkning hade Philippi 2 966 invånare.

## Kända personer från Philippi
- Lyle Williams, politiker